# آرمن موسیسیان
آرمن خیکاری موسیسیان (ارمنی: Արմեն Խիկարի Մովսիսյան؛ ۱۳ ژانویهٔ ۱۹۶۲ – ۲۱ سپتامبر ۲۰۱۵) یک سیاست‌مدار اهل ارمنستان بود که از تاریخ ۲۰۰۱ تا تاریخ ۲۰۱۴ در دولت آندرانیک مارگاریان، دولت اول سرژ سارگسیان و دولت تیگران سارگسیان سمت وزیر انرژی و منابع طبیعی ارمنستان را برعهده داشت.

## زندگی‌نامه
وی ۱۳ ژانویهٔ ۱۹۶۲ در شهر کاپان به دنیا آمد و در ۲۱ سپتامبر در سن ۵۳ سالگی بر اثر بیماری سرطان در آلمان درگذشت. وی از دانشگاه پلی‌تکنیک ارمنستان فارغ‌التحصیل شد. موسیسیان همچنین برندهٔ جوایزی همچون نشان آنانیا شیراکاتسی شده‌است.